# 山村修
山村 修（やまむら おさむ、1950年 - 2006年8月14日）は、日本の書評家、随筆家。主に随筆は本名で、書評は「狐」のペンネームで執筆した。東京都出身。

## 経歴
慶應義塾大学文学部仏文学科卒業。学校法人青山学院に勤め、同大学図書館司書を長く務めた。
サラリーマン生活の傍ら、1981年2月、首都圏などで発行されている夕刊紙、日刊ゲンダイに狐の筆名で書評の連載を開始。これは高校時代からの友人で同紙の編集者、竹村洋一の勧めによるものであった。
連載開始当初、掲載は不定期だったが、その後、水曜日発売分（木曜日付）の「新刊読みどころ」というコラムに定着。ほぼ週1回のペースで2003年7月に体調不良のため終了するまで約22年半、1188回の長きにわたって続けた。連載中は本名を明かしておらず、匿名であった。800字弱の短い書評だったが、その鋭さ、浩瀚な知識などが娯楽中心の記事の中で異彩を放ち、読書人の間で話題を呼んだ。
著書『虚航船団』を「退屈」と評したことで筒井康隆から攻撃されるなどのトラブルもあった。ただ、狐名義の書評の多くは本の読みどころを好意的に取り上げたもの。書評は読む本を前面に出すべきであって、書評者が本を自分を主張するための材料にすべきではないとの考えは一貫している。
一時、「宝島30」、「東京人」など書評の場を増やしたが、やがて「日刊ゲンダイ」一紙に絞りこむなど、同紙を最も重視する姿勢を維持した。日刊ゲンダイの連載終了と前後して、活躍の場を文芸誌「文學界」に移し、「文庫本を求めて」として月1回のペースで2003年8月号から2006年7月号まで継続（死後の2007年に『書評家〈狐〉の読書遺産』として出版）。死去直前、2006年7月に刊行した『〈狐〉が選んだ入門書』（ちくま新書）で、自らの実名を公表した。
一方、書評以外の分野では実名で随筆を執筆。禁煙体験をつづった『禁煙の愉しみ』を1998年に刊行したほか、不眠体験をつづった『気晴らしの発見』、速読ばかりがもてはやされる風潮に反してあえて遅く読むことの効用を説いた読書論『遅読のすすめ』などを刊行した。晩年には謡曲に打ち込み、謡曲を読む愉しみを説いた『花のほかには松ばかり』が生前に刊行された最後の著書となった。
2006年8月、肺癌のため56歳で死去。
コラムニストの中野翠とは曾祖母同士が姉妹という遠い親戚にあたる。

## 著書

### 狐名義の著書
- 狐の書評（本の雑誌社、1992）
- 野蛮な図書目録　匿名書評の秘かな愉しみ（洋泉社、1996）
- 狐の読書快然（洋泉社、1999）
- 水曜日は狐の書評　日刊ゲンダイ匿名コラム（ちくま文庫、2004）

### 山村修名義の著書
- 禁煙の愉しみ（洋泉社、1998、新潮OH!文庫、2000、朝日文庫、2011）
- 気晴らしの発見（大和書房、2000、新潮文庫、2004）
- 遅読のすすめ（新潮社、2002、増補・ちくま文庫、2011）
- 〈狐〉が選んだ入門書（ちくま新書、2006、ちくま文庫、2012）
- 花のほかには松ばかり　謡曲を読む愉しみ（檜書店、2006）
- 書評家〈狐〉の読書遺産（文春新書、2007）- 追悼あとがき：中野翠
- もっと、狐の書評（ちくま文庫、2008） - 従来の書評集のアンソロジーと未収録の書評、エッセイを含む。

### 単行本未収録の主要執筆記事
- 高島さんとの夏やすみ（筑摩書房のPR誌「ちくま」2004年3月号） - 狐名義で中国文学者高島俊男との交流をつづったエッセイ。